# Monte Peglia
Als Monte Peglia ist im italienischen Umbrien eine archäologische Fundstätte des Altpaläolithikums bekannt, an der einige wenige Artefakte ausgegraben wurden, hingegen zahlreiche Überreste von Säugetieren. Diese fanden sich nahe dem höchsten Punkt des 837 m hohen namensgebenden Berges, der eher einen verhältnismäßig flachen Bergrücken darstellt. Der Berg gehört zu einer Gebirgskette, die das Gebiet um Orvieto vom Tibertal trennt.
Entdeckt wurden zwei Chopper und vier Flintartefakte, allerdings nicht mehr in stratigraphischer Position und damit nur sehr grob in das Mittelpleistozän datierbar. In jedem Falle stellen diese Artefakte die ältesten Spuren des Menschen in Umbrien dar, und sie zählen womöglich zu den ältesten Italiens. Entdeckt wurde die Stätte von den Sammlern R. Spinola und P. Favella, es folgten mehrere Grabungskampagnen in den Jahren 1955, 1957, 1964 bis 1966 und 1968.

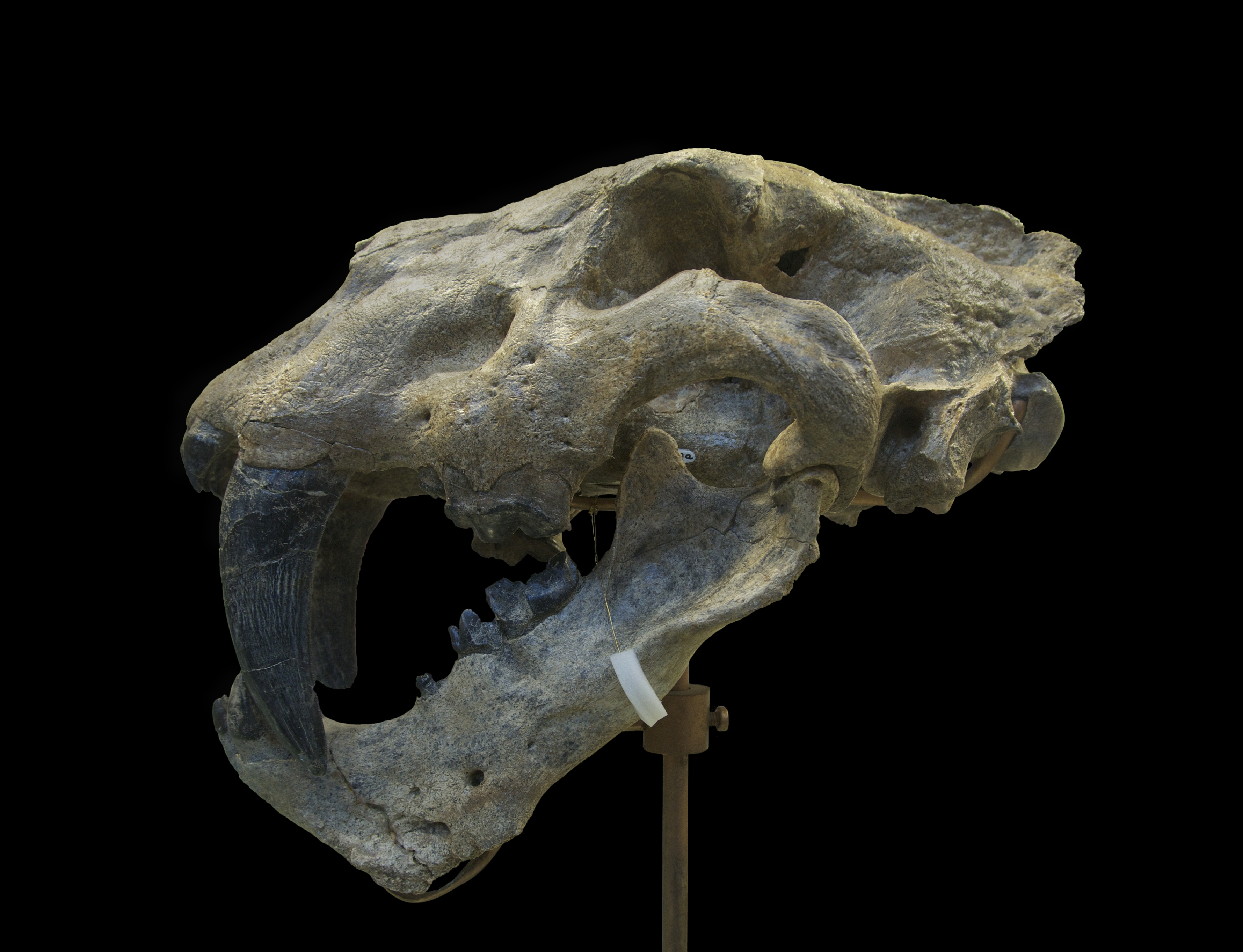
Schädel einer Säbelzahnkatze (Homotherium crenatidens fabrini)

Im Juli und August 1955 wurden Überreste von Kleinsäugern während der Grabung unter Leitung von Alberto Carlo Blanc vom Istituto di Paleontologia Umana in Rom entdeckt, dazu an einem unweit gelegenen separaten Fundplatz einige Knochen, Horn und Zähne von größeren Säugetieren. Während der zweiten Grabung ab 1963 unter Leitung von Gustav Heinrich Ralph von Koenigswald von der Universität Utrecht wurde der Löwenanteil der Kleinsäuger eingesammelt. Daher ist die Sammlung heute zweigeteilt, ein Teil liegt in Rom, ein Teil in Utrecht.

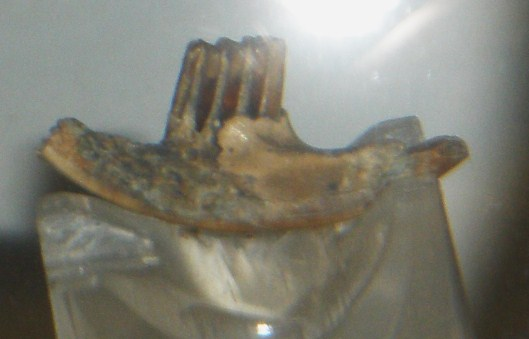
Überrest einer Nagerart, Paläologisches Museum Florenz

An zwei Stellen nahe dem Gipfel des Monte Peglia wurden zwei Lagerstätten von Säugetierüberresten entdeckt („terre rosse“), die etwa der gleichen Zeit zugewiesen wurden. Allerdings wurde die Stätte, die überwiegend Großsäuger barg, mit einer subtropischen Epoche in Verbindung gebracht, die andere Stätte, hauptsächlich aus Kleinsäugern bestehend, einer eher kühleren.
Zu den Kleinsäugerfunden gehören einerseits Überreste der ausgestorbenen Nagerart Mimomys blanci und der Wühlmausart Microtus (Allophaiomys) nutiensis ebenso wie Talpa fossilis Petényi aus der Gattung Eurasische Maulwürfe, Sorex runtonensis Hinton aus der Gattung der Rotzahnspitzmäuse oder Asoriculus castellarini (Pasa) aus der Spitzmausunterfamilie Soricinae.
Doch auch größere Säuger ließen sich identifizieren, wie Macaca sylvana Linnaeus (eine Berberaffenart), Homotherium crenatidens Fabrini (eine Säbelzahnkatze, nach anderen Angaben handelt es sich um Homotherium latidens (Owen)), dann die Wolfsarten Canis etruscus und arnensis, schließlich Leptobos, eine Rinderart, die als Vorläufer des Ur-Bisons gilt, auch verschiedene Arten der Haselmaus, dazu Mausarten wie Pliomys episcopalis Mèheley, Mimomys savini Hinton, Mimomys blanci Meulen, Waldmäuse oder die Hasenart Lepus terraerubrae Kretzoi. Die zweite Sammlung, die in Lehm und Brekzie oberhalb der Calcitschicht gefunden wurde, ist durch einen hohen Anteil an Microtus (A.) burgondiae gekennzeichnet, doch auch Sorex runtonensis, eine Art der Rotzahnspitzmäuse oder Ungaromys nanus, ließ sich nachweisen, aber auch Apodemus maastrichtiensis.
2003 ergänzte Claudia Bedetti noch eine Liste der Avifauna, zu der eine neue Art des Habichtsadlers zählt, dann eine Adlerart, eine nicht näher bestimmte Art der Habichtartigen, Falco antiquus (eine Falkenart), dann Wachteln, Rebhühner, Columba livia minuta (Felsentaube), schließlich die Rabenart Corvus pliocaenus.
Die Fossilien lagern im Istituto Italiano di Paleontologia Umana in Anagni.